# Села-при-Отовцу
Села-при-Отовцу (словен. Sela pri Otovcu) — поселення в общині Чрномель, Південно-Східна Словенія, Словенія. Висота над рівнем моря: 205,8 м.